# Museo Histórico del Norte
El Museo Histórico del Norte es un museo de la ciudad de Salta, Argentina. El museo funciona en una de las edificaciones coloniales mejores conservadas de Argentina, el Cabildo de Salta desde el 25 de agosto de 1949.

## Historia
El Cabildo de Salta original fue edificado en 1582, pero el actual edificio fue construido en 1789 y la torre fue añadida en 1797. Siguió funcionando como prisión, sede de la policía y casa de gobierno hasta 1880, en 1889 fue vendido y en los próximos años funcionaría como vivienda, comercio y hotel.
Durante las dos primeras décadas del siglo XX, se demolió gran parte del cabildo y el mismo estaba muy descuidado, hasta que en 1936 es declarado Monumento Histórico Nacional y 6 años más tarde se termina su restauración. En agosto de 1949 se abrieron las puertas del Museo Histórico del Norte.

### Desaparición de piezas
Durante la gobernación de facto de Roberto Ulloa desaparecieron todas las piezas del cabildo. Este hecho nunca fue resuelto. Posteriormente, se pudieron recuperar algunas de las muestras que desaparecieron.

## Galería
| Imagen | Descripción |
| --- | --- |
| | Patio interno. |
| | Patio interno visto desde la galería. |
| | Torre desde patio interno. |
| | Indiátides con rostro indígena y extremidad inferior de sirena. |
| | Cuadro del mayor general Eustoquio Díaz Vélez. |
| | Colección del museo. |
| Cruz de Borgoña tomada en la Batalla de Pasco y remitida a Buenos Aires por el General José de San Martín. 6 de diciembre de 1820. | |
| | Escribanía de viaje con madera de cedro, tapa frontal y cinco cajones interiores. Obra del siglo XVIII. Perteneció al General Martín Miguel de Güemes, llevada en las campañas realizadas en la guerra de la Independencia. |
| | Mesa de madera de jacarandá con taraceado de nácar formando motivos florales. Perú, obra del siglo XVIII. Perteneció al General Juan Antonio Álvarez de Arenales. |
| | Parte del retablo de la Ermita de San Bernardo, tallado en 1720 por el carpintero Gabriel Gutiérrez de Escobar y mandado a construir por Miguel de Urizar. |
| | Púlpito con tribuna poligonal de madera tallada y calada, en cada plano del polígono presenta una pintura sobre tabla representando a cada uno de los doctores de la Iglesia: San Agustín, Santo Tomás de Aquino, San Jerónimo, San Buenaventura y San Ambrosio. Obra del siglo XVIII. Perteneció a la Iglesia de la Compañía de Jesús. |
| | Óleo sobre tela que representa a San Pedro de Alcántara. Obra del altoperuano Melchor Pérez de Olguín, durante la primera década del siglo XVIII. |
| | Cuatro sillones encadenados, de los cuales dos rectos y dos curvos. Cada uno está formado por cuatro respaldos con faja central calada y coronamiento sencillo en forma de venera fito morfa, con madera tallada, ensamblada y calada y tapizado moderno. Argentina, obra a mediados del siglo XVIII.                                   |
| | Sombrero bicornio, adornado con mostacillas celestes y blancas y plumas de avestruz. Argentina, obra del siglo XVIII. Perteneció al General Martín Miguel de Güemes y solía usarlo en las ceremonias como parte del uniforme de gala.                                                                                                   |
| | Escultura de piedra labrada y pulida. San Carlos, Salta, Argentina, obra del período precolombino temprano. Este objeto fue robado del Museo Histórico del Norte, si alguien tiene información sobre el mismo, llamar al Tel. 0387- 4215340.]]                                                                                          |